# 마음은 푸른 하늘
"마음은 푸른 하늘"은 1973년에 개봉한 대한민국의 영화이다.

## 캐스팅
- 김상희 : 김성숙 역
- 남궁원 : 송국진 역
- 함현진 : 호식 역
- 추송웅
- 하명중 : 일남 역
- 유훈
- 송창식 : 영환 역
- 김도향 : 희석 역
- 박암
- 양광남 : 시경국장 역
- 조숙자
- 한문정
- 홍종현
- 이경훈
- 유장현 : 창주 역